# Черноватый ценолест
Черноватый ценолест (лат. Caenolestes convelatus) — сумчатое млекопитающее семейства ценолестовые отряда Ценолесты.
Впервые найден 24 сентября 1923 года Гарольдом Энтони (на высоте 2800м в Западных Андах на пути от селения Алоаг (исп. Alóag) до г. Санто-Доминго в провинции Санто-Доминго-де-лос-Тсачилас на северо-западе Эквадора) и описан им же в 1924 году.

## Описание
По размерам схож с эквадорским ценолестом. Общая длина найденного Энтони самца составила 256 мм (из них 124 мм — хвост), максимальная длина черепа — 36,3 мм.
Окрас почти везде черновато-бурый, концы более длинных волосков с гвоздично-коричневым оттенком, мех у основания свинцово-черный; верх головы и нижние части тела светлее спины; от горла до основания хвоста бледновато-оливково-серый отлив; уши практически голые; лапы сверху гвоздично-коричневые, с редким мехом; хвост почти такой же длины как остальное тело и почти голый.
В отличие от эквадорского и серобрюхого ценолеста у этого вида почти редуцирована или совсем отсутствует предглазничная полость, а моляры более крупные.

## Ареал
Этот вид встречается в горных лесах двух разных районов Анд: в западной Колумбии (на высоте от 1800 до 3800 м) и на севере центрального Эквадора (на высоте 1100—2980 м). Зафиксированы находки и в природоохраняемых зонах: в Национальном парке Татама (Колумбия) и в экологических заповедниках Антисана и Котакачи-Кояпас (Эквадор).

## Природоохранный статус
Вид находится в уязвимом положении, так как район его обитания, будучи сильно фрагментированным, занимает менее 20 тыс. км² и при этом продолжается его сокращение. Южный сегмент ареала более подвержен угрозе обезлесения, чем северный.

## Классификация
Вид разделяют на 2 подвида:
- Caenolestes convelatus convelatus Anthony, 1924
- Caenolestes convelatus barbarensis Bublitz, 1987